# Ñ
Ñ, ñ (N с тильдой) — буква расширенной латиницы. В испанском алфавите является 15 буквой, обозначает звук [ɲ] и называется исп. eñe. Кроме испанского, буква используется в казахском, татарском, крымскотатарском и бретонском алфавитах, а также в алфавитах, созданных на основе и под влиянием испанского: галисийском, астурийском, арагонском, баскском, кечуа, аймара, филиппинском и др.
В испанском стала употребляться как самостоятельная буква только с XV века и с тех пор считается символом испанского языка и всей испаноязычной общины мира (Испанидад). Попытки игнорировать букву на клавиатуре компьютеров, произведённых в англоязычных странах, где Ñ не используется, вызвали настоящую волну культурных протестов в 1990-х годах. Благодаря общественному резонансу, одни из первых модификаций традиционной английской латиницы прошли в интернете с конца 2001 года, когда стало возможным использовать букву в написании доменов. 21 сентября 2005 года Чили первой ввела доменные имена с буквой Ñ, а также испанскими диакритиками.
В тюркских языках обозначает звук [ŋ].

## Происхождение
Так как новый звук не имел в латинском алфавите буквы, его поначалу записывали разными[какими?] лигатурами. Отдельной буквой Ñ стала лишь в XV веке. При этом она также некоторое время употреблялось и в португальском языке, однако любовь португальского королевского двора к поэзии на галисийско-португальском привела к замене ñ на сочетание «nh». Современный каталонский язык в свою очередь использует сочетание «ny». Близкие испанскому галисийский, астурийский и арагонский алфавиты сохраняют ñ, хотя письменность на них спорадична. Испанская буква попала в другие языки колоний Испании и не только.
В испанском буква происходит от диграфа nn. 

## Этимология
Этот звук аналогичен по происхождению и звучанию подобному же звуку во французском, португальском и итальянском языках, хотя в этих языках для его передачи используются различные диграфы. Единый звук развился в народно-латинской речи Западной Романии после III века из упрощённых сочетаний nn, mn, а также усечения ni:
- исп. annum > аñо «год», damnum > daño «ущерб», Hispania > España «Испания», mania > maña «мания»
- фр. Espagne (только из ni)
- порт. Minho (только из ni)

Примечательно, что восточно-романские языки данные изменения не затронули: ср. (рум. an, damn, mînie. Сочетание ni палатализовалось по славянскому образцу, в передней части нёба, в более позднее время — ань/ani.